# Osado (1898)
El Osado fue un destructor de la Clase Furor de la Armada Española.

## Características técnicas
El Osado fue construido en el Reino Unido por los astilleros Clydebank Engineering & Shipbuilding Co. en 1896. Tenía tres chimeneas y figuraba en la Lista Oficial de Buques de la Armada (LOBA) como un destructor de buques torpederos, diseñado para proteger buques mayores contra los ataques de los torpederos, pero también para atacar a buques mayores con sus propios torpedos.

## Historial
Sufrió diversos retrasos durante su construcción, y no fue entregado a la Armada Española hasta poco antes del inicio de la Guerra Hispano-Estadounidense, lo que le impidió incorporarse a tiempo a la Primera División de Torpederos y dirigirse a Cuba. Este incumplimiento de los plazos acordados dio lugar a un pleito ante los tribunales británicos. El juicio se prolongó hasta el 17 de noviembre de 1904, día en que se sentenció a la compañía británica a pagar 67 500 libras y los intereses anuales de dicha cantidad, al 5% desde el 2 de enero de 1901.
Durante la guerra, el Osado se integró en la Escuadra de Reserva del almirante Manuel de la Cámara. A comienzos de junio, con el grueso de la escuadra estadounidense bloqueando a la escuadra de Pascual Cervera y Topete en Santiago de Cuba, el ministro de Marina planeó un contraataque. En las instrucciones enviadas al almirante Cámara el 27 de mayo, se proponía que la escuadra partiera hacia Las Palmas, dividiéndose allí en tres divisiones. El Audaz quedaría integrado en la segunda división al mando del capitán de navío José Ferrándiz y Niño, compuesta además por el acorazado Pelayo, el acorazado guardacostas Vitoria y los destructores Audaz y Proserpina. Por su corta autonomía, esta división no haría más que una finta, navegando diez o doce días, antes de volver a aguas metropolitanas, donde quedaría a la defensiva, junto con el crucero protegido Alfonso XIII, torpederos, cañoneros y algunas otras unidades. Finalmente este plan quedaría desechado debido a las presiones británicas, que pretendían evitar que el conflicto se extendiese a todo el Atlántico.
En la madrugada del 16 de junio de 1898 zarpó desde la bahía de Cádiz junto con la Escuadra de Reserva del almirante Cámara con rumbo a Filipinas. El destructor Osado queda integrado junto con el Audaz y el Proserpina en el Grupo B, bajo las órdenes del capitán de navío José Ferrándiz y Niño. El 27 de junio la Escuadra arribó a Puerto Saíd. El destructor Osado y sus gemelos habían realizado el viaje remolcados por los cruceros auxiliares Patriota, Rápido y Buenos Aires. El 3 de julio llega a la Escuadra la orden de que los tres destructores regresen a Mahón. Zarparon el 4 de julio y arribaron a la ciudad balear el 13 de julio tras hacer escala en Mesina.
Durante el resto de su vida operativa, el Osado simultaneó sus habituales cometidos de instrucción y vigilancia de costas con participaciones en las operaciones desarrolladas en el Marruecos español, hasta que en 1923 un temporal estuvo muy cerca de hacerlo naufragar. Desde entonces, quedó prácticamente apartado del servicio y causó baja en las listas de la Armada en enero de 1925.

### Buques de la clase
- Furor
- Plutón
- Terror
- Audaz
- Proserpina

### Listas relacionadas
- Anexo:Destructores de España